# Hình Thiện Bình
Hình Thiện Bình (tiếng Trung giản thể: 邢善萍, bính âm Hán ngữ: Xíng Shànpíng, sinh tháng 4 năm 1968, người Hán) là nữ chính trị gia nước Cộng hòa Nhân dân Trung Hoa. Bà là Ủy viên dự khuyết Ủy ban Trung ương Đảng Cộng sản Trung Quốc khóa XX, hiện là Thường vụ Tỉnh ủy, Bộ trưởng Bộ Tổ chức Tỉnh ủy Phúc Kiến. Bà từng giữ hai chức vụ khác tương đương ở Phúc Kiến là Bộ trưởng Bộ Tuyên truyền Tỉnh ủy và Bộ trưởng Bộ Thống Chiến Tỉnh ủy Phúc Kiến; bên cạnh đó là Bộ trưởng Bộ Thống Chiến Tỉnh ủy Sơn Đông.
Hình Thiện Bình là đảng viên Đảng Cộng sản Trung Quốc, học vị Cử nhân Triết học, Nghiên cứu sinh Kinh tế thế giới. Bà có gần 30 năm sự nghiệp công tác ở Sơn Đông, công tác ở cả đoàn thể nhân dân, đơn vị sự nghiệp trước khi được điều tới Phúc Kiến.

## Xuất thân và giáo dục
Hình Thiện Bình sinh vào tháng 4 năm 1968 tại của địa cấp thị Mã An Sơn, tỉnh An Huy, Cộng hòa Nhân dân Trung Hoa. Bà lớn lên và tốt nghiệp cao trung ở huyện Hòa, vào năm 1986 thì thi cao khảo đỗ vào Đại học Nam Kinh, nhập học hệ triết học từ tháng 9 năm này và tốt nghiệp cử nhân chuyên ngành này vào tháng 7 năm 1990. Bà được kết nạp Đảng Cộng sản Trung Quốc vào tháng 7 năm 1993, đến tháng 3 năm 2009 thì tới Trường Đảng Trung ương Đảng Cộng sản Trung Quốc để theo học chương trình nghiên cứu sinh về kinh tế thế giới trong 2 năm.

## Sự nghiệp

### Sơn Đông
Tháng 8 năm 1990, sau khi tốt nghiệp trường Nam Kinh, Hình Thiện Bình được phân về công tác ở thủ phủ Tế Nam của Sơn Đông, là cán bộ của Văn phòng Cục Quy hoạch thành phố. Trong những năm đầu 1990–99, bà chủ yếu phục vụ tổ chức nhân sự, đến tháng 6 năm 1999 thì chuyển sang công tác Đoàn Thanh niên Cộng sản Trung Quốc, được bầu làm Phó Bí thư Đoàn ủy của cục. Giai đoạn 1999–2003, bà lần lượt là Phó Chủ nhiệm rồi Chủ nhiệm Văn phòng Cục, Bí thư Đoàn cục, từng được điều về quận Lịch Hạ của Tế Nam làm Thường vụ Quận ủy, Bộ trưởng Tổ chức Quận ủy Lịch Hạ. Tháng 9 năm 2004, Hình Thiện Bình được điều lên Tỉnh ủy Sơn Đông, được bổ nhiệm làm Phó Bí thư Ủy ban Công tác đại học và cao đẳng Sơn Đông, giữ vị trí này 7 năm thì được bổ nhiệ làm Bí thư Đảng ủy Đại học Nông nghiệp Sơn Đông vào tháng 10 năm 2011. Vào tháng 5 năm 2015, bà được điều sang khối đoàn thể nhân dân, phân làm Bí thư Đảng tổ Hội Liên hiệp Phụ nữ Sơn Đông, rồi được bầu làm Chủ tịch hội này. Tháng 6 năm 2017, bà được bầu vào Ủy ban Thường vụ Tỉnh ủy, phân công làm Bộ trưởng Bộ Công tác Mặt trận Thống nhất Tỉnh ủy Sơn Đông, cấp phó tỉnh.

### Phúc Kiến
Tháng 1 năm 2019, sau gần 30 năm công tác ở Sơn Đông, Hình Thiện Bình được điều tới Phúc Kiến, chỉ định vào Ủy ban Thường vụ Tỉnh ủy, giữ chức Bộ trưởng Thống Chiến Tỉnh ủy Phúc Kiến tương đồng khi còn ở Sơn Đông, đồng thời kiêm nhiệm làm Viện trưởng Viện Chủ nghĩa xã hội Phúc Kiến, và kiêm thêm vị trí Phó Bí thư Đảng tổ Ủy ban Phúc Kiến Chính Hiệp Trung Quốc, Ủy viên Chính Hiệp Toàn quốc khóa XIII nhiệm kỳ 2018–23. Sang tháng 3 năm 2020, bà chuyển vị trí làm Bộ trưởng Bộ Tuyên truyền Tỉnh ủy Phúc Kiến, kiêm Chủ tịch Hội Liên hiệp Khoa học xã hội Phúc Kiến, rồi chuyển vị trí một lần nữa làm Bộ trưởng Bộ Tổ chức Tỉnh ủy Phúc Kiến từ ngày 20 tháng 10 năm 2021. Năm 2022, bà được bầu là đại biểu của đoàn Phúc Kiến dự Đại hội Đảng Cộng sản Trung Quốc lần thứ XX. Trong quá trình bầu cử tại đại hội, bà được bầu là Ủy viên dự khuyết Ủy ban Trung ương Đảng Cộng sản Trung Quốc khóa XX.